# 永井克典
永井 克典（ながい かつのり、1974年2月6日 - ）は、NHKのチーフアナウンサー。

## 人物
愛媛県松山市出身、愛媛県立松山東高等学校を経て、愛媛大学法文学部経営学科を卒業後、1996年（平成8年）4月に入局。

## 嗜好・挿話
- 趣味・特技はランニング、音楽・ドラマ・映画鑑賞、ドライブ、温泉巡り。
- 2回目の松山放送局在籍時の2013年から愛媛マラソンに出場している[1]。
- 高校の後輩に首藤奈知子と荻山恭平がいる。

## 現在の担当番組
- 愛媛県・四国地方のニュース
- おはよう四国（不定期）
- ひめポン!645（不定期）
- ひめポン!845（不定期）

## 過去の担当番組
高知放送局時代（1度目）（1996年度 - 2000年度）
- 高知県のニュース・中継・リポート
- スポーツ中継

松山放送局時代（1度目）（2001年度 - ）
- おはようえひめ（キャスター・隔週）
- おはよう四国（キャスター[2]）
- えひめ845（随時担当）
- 伊予路てくてく（司会）
- 愛媛県・四国地方のニュース

広島放送局時代
- おはようひろしま（キャスター・隔週）
- ひろしまニュース845（随時担当）
- ひろしまニュース645（随時担当）
- 広島県・中国地方のニュース

大阪放送局時代（ - 2009年度）
- NHKプロ野球他スポーツ中継（テニス、PGA、競馬など）

松山放送局時代（2度目）（2010年度-2013年度）
- いよかんワイド（キャスター）
- いよ×イチ（キャスター）
- 四国羅針盤（キャスター）
- えひめ845（随時担当）
- 愛媛県・四国地方のニュース

東京アナウンス室・日本語センター時代（2014年度 - 2019年6月）
- NHKジャーナル  キャスター（2014年4月 - 2017年3月）[3]
- 第47回衆議院議員総選挙開票速報（ラジオ第1） キャスター（第2部）（2014年12月15日）
- 安心ラジオ（2015・2016年度）
- ニュースチェック11（ニュースリーダー：2017年4月3日 - 2019年3月29日）
- ニュースウオッチ9（ニュースリーダー：2017年4月3日 - 2019年3月29日）
- NHKニュース（ニュース シブ5時を放送しない日の午後5時台・祝日の午後11時50分）
- ニュース645（祝日キャスター・2017年7月17日 -2018年3月）
- ニュース845（祝日キャスター・2017年7月17日 - 2018年3月）
- 首都圏ニュース845（月曜キャスター：2018年4月2日 - 2019年3月25日）
- 2018年7月の平成30年7月豪雨発生時には広島放送局に応援で派遣され、災害情報を中心にニュースを担当した。[要出典]

高知放送局時代（2度目）（2019年6月 - 2023年6月）
- 放送部副部長（2019年6月 - 2023年3月）→コンテンツセンターアナウンスグループ統括（2023年4月 - 6月）
- 高知県のニュース
- 高校野球高知県大会実況
- こうちいちばん（編集責任者）
- ひるどき四国・高知（編集責任者）
- 高知放送局制作番組の編集責任者
- 緊急報道（高知放送局発）

松山放送局時代（3度目）（2023年7月 - ）